# Skittagetan
Skittagetan (haida) porodica sjevernoameričkih indijanskih jezika kojima govore Indijanci Haida i Kaigani s otočja Queen Charlotte Islands i Prince of Wales u južnoj Aljaski i sjevernom akvatoriju Britanske Kolumbije. Od jezika kojima su govorili neki su nestali. Predstavnici su: Howkan*, Kasaan*, Klinkwan*,  Masset, Skidegate i Sukkwan*.  Ova imena označavala su nekada i glavna plemena Haida i Kaigana (*Kaigani).

## Jezici
- Sjeverni Haida (Masset, sjevernohaidski) [hdn] (Kanada)
- Južni Haida (skidegate, južnohaidski) [hax] (Kanada)[1]

## Vanjske poveznice
- Ethnologue (14th)
- Ethnologue (15th)
- Skittagetan Family